# 國立臺灣大學物理文物廳

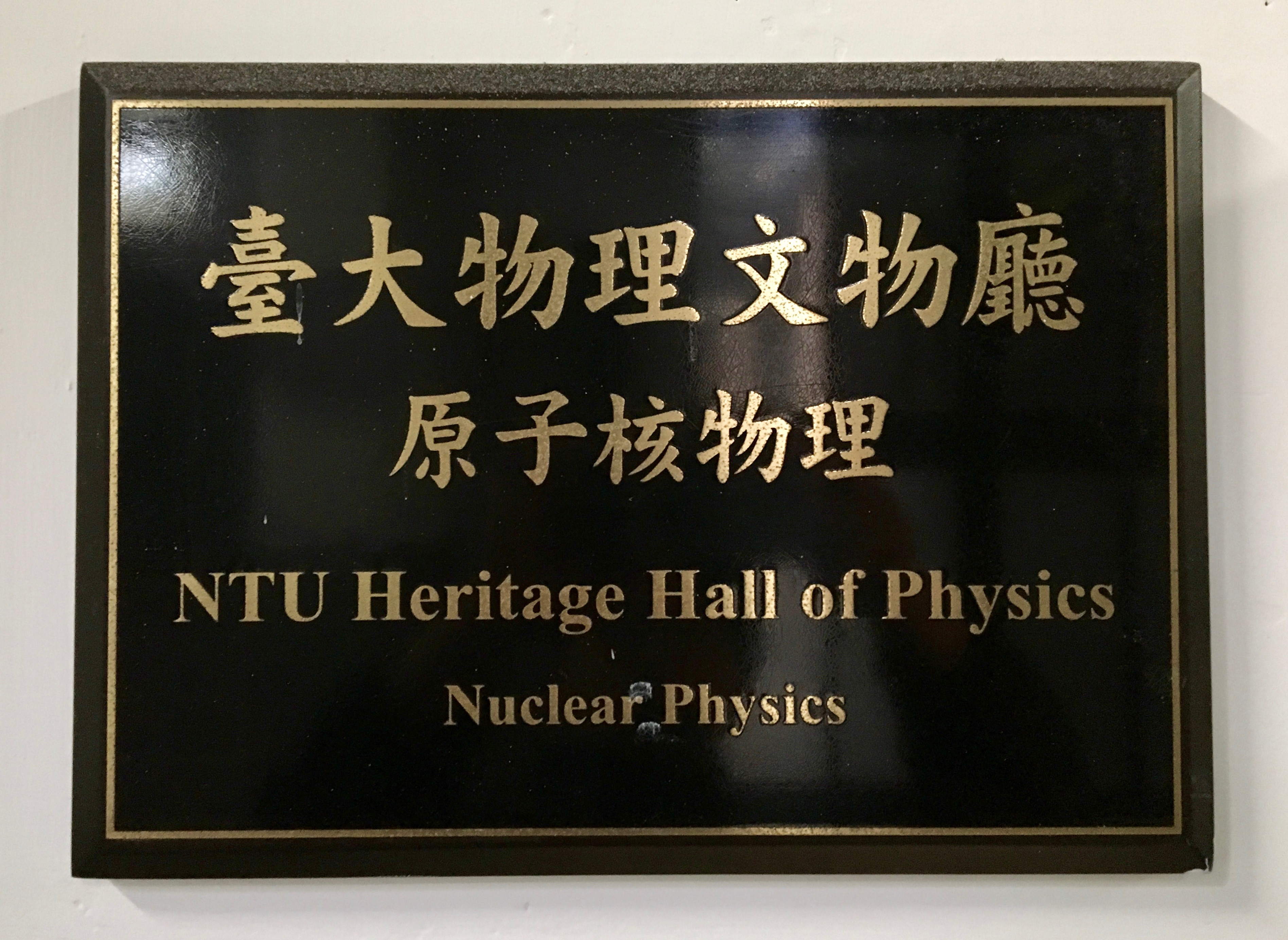
臺大物理文物廳招牌。

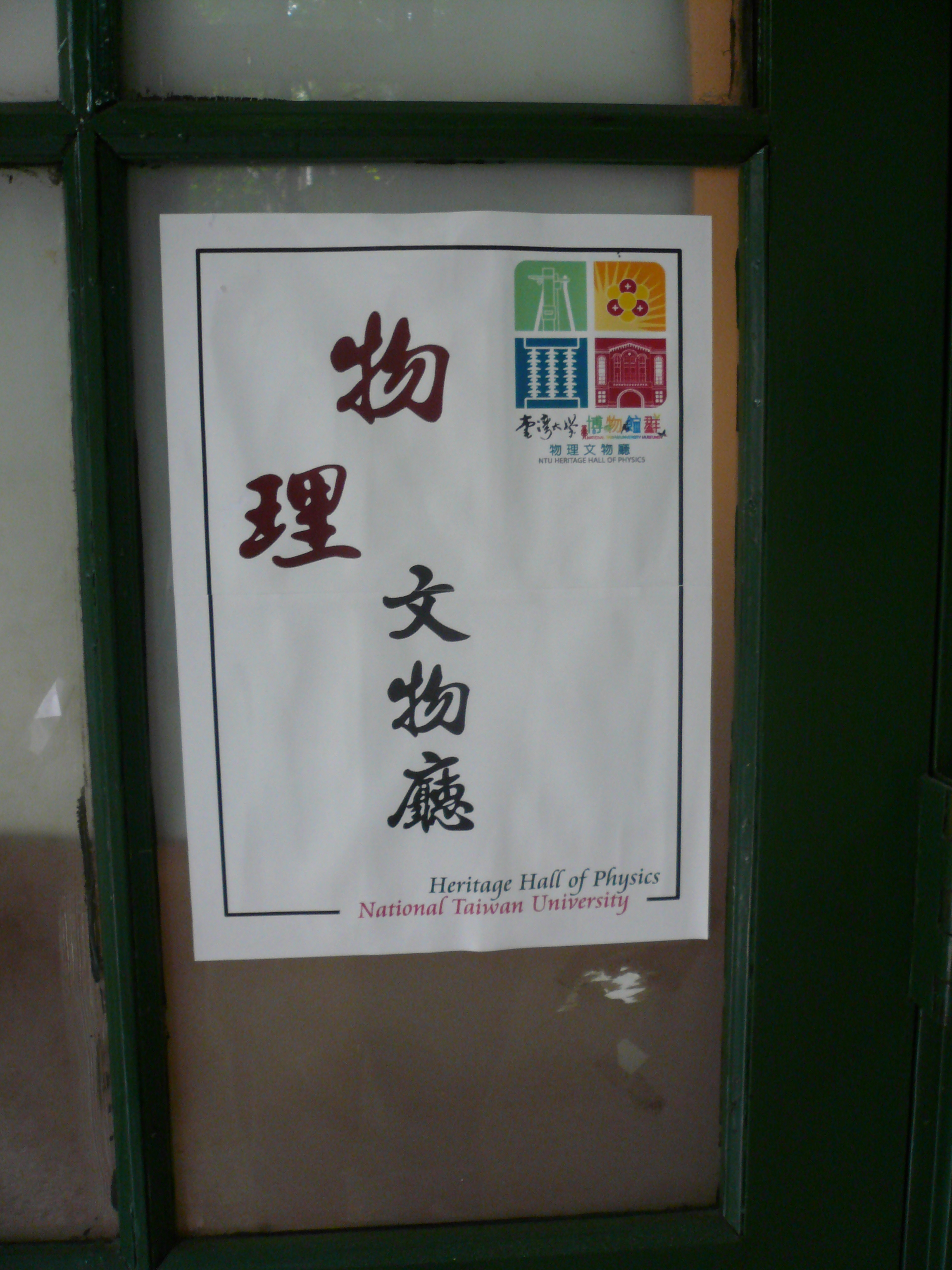
展覽廳門。

臺大物理文物廳位於國立臺灣大學校總區椰林大道上的二號館（原台北帝國大學理農學部理化學教室校舍，為臺大物理系舊館），是臺大博物館群的其中一個展覽館，由臺大物理系負責日常維運，2005年正式成立。

## 歷史沿革

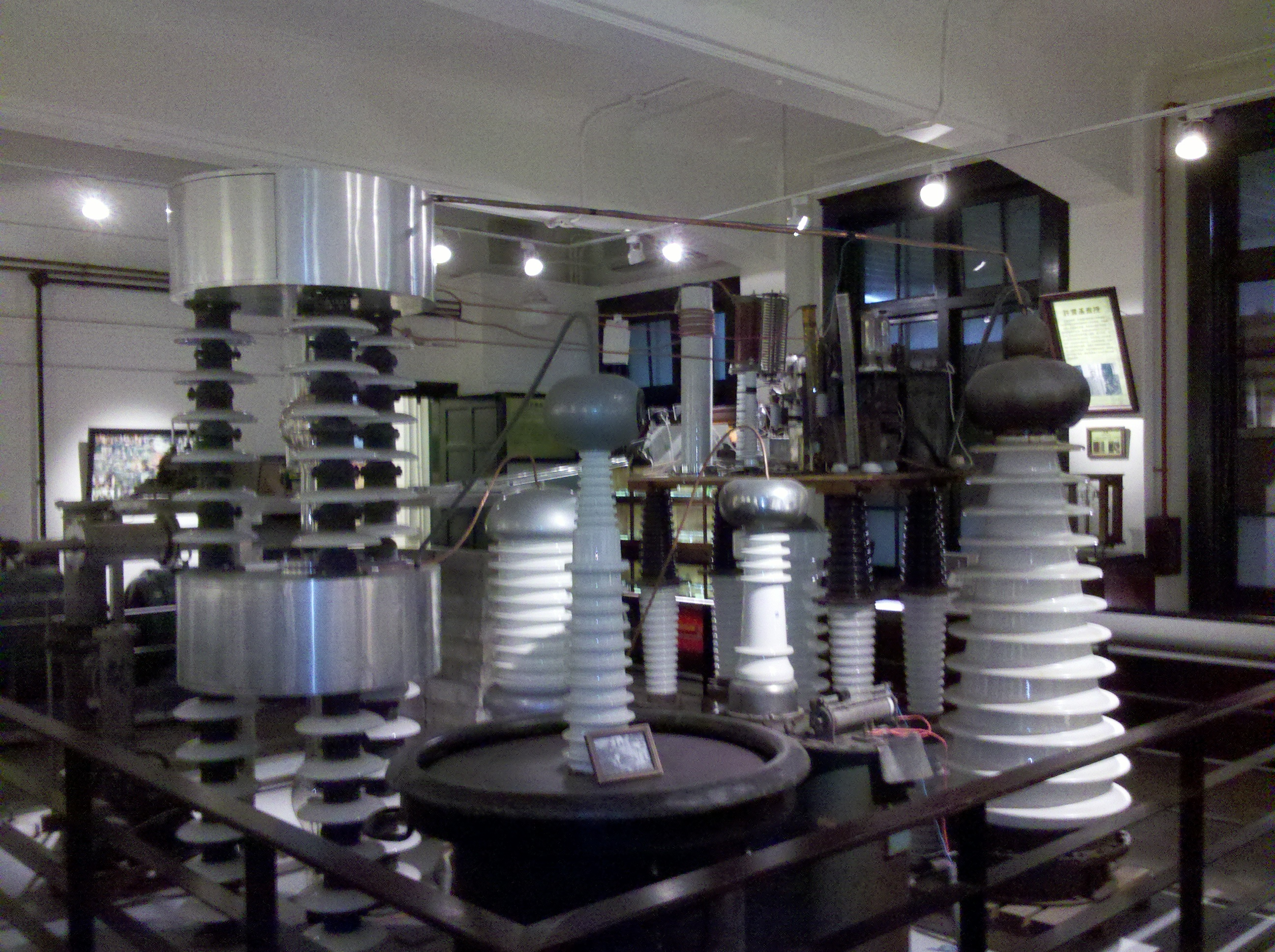
亞洲最早期考克饒夫－瓦耳頓型（Cockcroft-Walton）型直線粒子加速器。

臺大物理文物廳所在位置，原先為物理系原子核實驗室。
臺北帝國大學時期，當時的物理學講座教授荒勝文策，追隨英國劍橋大學卡文迪西實驗室，領導木村毅一與植村吉明等人建造考克饶夫-瓦尔顿加速器，於1934年7月25日成功做出人工撞擊原子核實驗 ，為亞洲第一次、世界第二次成功實驗。
1947年，國立台灣大學物理系主任戴運軌與留任的荒勝團隊成員太田賴常（帝大助理教授）一同帶領剛從台大電機系畢業的許雲基，以及三位技師許玉釧、周木春、林松雲，籌設重建加速器。戴運軌與蔣中正的同鄉關係，讓重建原子核實驗室能夠順利進行。1948年5月13日，再度成功做出人工撞擊鋰原子核實驗。
日後原子核實驗室由許雲基接手管理，隨後原子核研究室研究如何製造重水，生產重氫及中子源，從事人工放射性和其他核反應實驗。另發展碳十四年代定年技術，協助地質系、人類系之研究。1985年許雲基教授退休，加速器遭到拆解。技師們將之分藏各處近二十年。
2005年6月22日，臺大校長陳維昭主持台灣早期核物理紀錄片四方合作簽約儀式，在其他三方代表－國立科學工藝博物館副館長陳訓祥、遠流出版社總經理李傳理、臺大物理系暨中華民國物理學會理事長張慶瑞－見證下，宣佈將重建原子核實驗室。
2005年11月21日，臺大校慶時，臺大物理文物廳正式成立。
2006年10月16日，記錄原子核實驗室加速器建造過程以及重建過程的科學史紀錄片《衝破原子核》在台大首映。

## 展覽項目
- 核物理實驗直線粒子加速器
- 帝大時期天秤
- 北投石
- 手搖機械式計算機
- 氣壓計
- 手搖型雲霧室
- 早期物理系技師吹製的各種玻璃儀器
- 普通物理實驗教學儀器與文物資源

## 營運資訊
週二至週日9:00~16:30，週一及國定假日休館。

## 外部連結
- 物理文物廳網站（页面存档备份，存于）
- 臺灣大學博物館群－物理文物廳介紹（页面存档备份，存于）

25°01′01″N 121°32′10″E / 25.016933°N 121.535992°E